# Гурьянова, Евпраксия Фёдоровна
Евпраксия Фёдоровна Гурьянова (12 (25) января 1902, Череповец — 27 января 1981, Ленинград) — советский гидробиолог, карцинолог и зоогеограф, специалист по систематике равноногих ракообразных и бокоплавов, доктор биологических наук (1934).

## Биография
Родилась в Череповце 12 (25) января 1902 года. После окончания череповецкой Мариинской женской гимназии в 1919 году поступила в Казанский университет. В 1920 году перевелась в Петроградский университет и окончила его в 1924 году. Проводила исследования под руководством Константина Михайловича Дерюгина. В 1922 году участвует в Беломорской экспедиции, проводившейся на судне «Мурман». В 1925 году изучает фауну литорали на Новой Земле.
В 1925—1929 обучалась в аспирантуре Петергофского естественнонаучного института. С 1929 до 1978 года сотрудник Зоологического института, где возглавляла с 1946 года отделение высших ракообразных. С 1932 года одновременно работала в Ленинградском университете. С 1939 по 1950 и с 1952 по 1959 годы заведовала кафедрой гидробиологии и ихтиологии. В 1934 году по совокупности работ присвоена учёная степень доктора биологических наук. В 1936 году была приглашена в Томский университет, где читала курс биономии и зоогеографии морей СССР и в 1937—1938 годах являлась профессором этого университета. В 1930—1931 годах проводила исследования на Командорских островах, в ходе которых впервые собрала богатые материалы по фауне приливно-отливной зоны острова Беринга.
В годы Второй мировой войны с 1941 по 1944 годы была эвакуирована сначала в Елабугу, а затем в Саратов.
В 1955 году подписала «Письмо трёхсот», ставшее причиной отставки Т. Д. Лысенко с поста президента ВАСХНИЛ.
Умерла в Ленинграде 27 января 1981 года. Похоронена на Богословском кладбище.

## Семья
Её отец, Фёдор Васильевич Гурьянов (1865—1919), родился в Киеве, после окончания Санкт-Петербургского университета стал преподавателем математики Череповецкого реального училища. За выслугу лет получил личное дворянство. Мать, Татьяна Фёдоровна (1866—1940), была родом из деревни Карзово Тверской губернии. Евпраксия Фёдоровна была в семье седьмым ребёнком из 11.
В 1920-х годах была женой Евгения Михайловича Крепса. В 1930 году познакомилась с Гансом Йохансеном . В 1931 году у них родился сын Томас, умерший в младенчестве. В 1937 году она вышла за него замуж, но в конце 1937 года он был выслан из СССР. В 1938 году родилась дочь Татьяна. После смерти старшей сестры Натальи, Евпраксия Фёдоровна удочерила её дочь Людмилу Лейман. В 1946 году Гурьянова в третий раз вышла замуж за Бориса Евсеевича Быховского.

## Научные достижения
Специализировалась на изучении фауны бокоплавов и равноногих ракообразных. Разработала схемы зоогеографического районирования морей Арктики, шельфа севера Тихого океана и Мирового океана. Предложила методику крупномасштабного картографирования подводных ландшафтов. В 1957—1960 годах руководила советско-китайской экспедицией, изучавшей фауну китайских морей. В 1961 году возглавляла советско-вьетнамскую экспедицию в Тонкинском заливе. В 1963 году принимала участие в организации Института океанологии Кубинской Академии наук. В 1963, 1965 и 1968 годах была руководителем гидробиологических исследований на Кубе. В 1961 году стала экспертом ООН по странам Азии и Африки.
В 1966 году была приглашена Лондонским королевским обществом для чтения лекций по гидробиологии в Лондоне. В 1967 г. принимала участие в IX Тихоокеанском научном конгрессе в Таиланде. В 1967 году была председателем секции на Международном биологическом симпозиуме в Норвегии. В 1956 оду являлась экспертом «Международной комиссии по рыбохозяйственным исследованиям в западной части Тихого океана».
Впервые для науки Гурьянова описала более 260 видов и подвидов бокоплавовна, а также 27 родов и 4 семейства. В честь Гурьяновой назван один из видов ламинарии (Saccharina gurjanovae), а также множество видов морских животных, в том числе Idotea gurjanovae, Protomedeia gurjanovae, Harpinia gurjanovae, Gurjanovella и Gurjanovillia.

### Награды и звания
Удостоена многих почетных званий и наград:
- Почетный член Всесоюзного гидробиологического общества
- Почетный член Всесоюзного географического общества
- Почетный член Всесоюзного палеонтологического общества
- Премия Президиума АН СССР (1952)
- Медаль «За доблестный труд в Великой Отечественной войне» (1945)
- Орден Трудового Красного Знамени (1953)
- медаль Дружбы КНР (1960)
- орден Дружбы Демократической Республики Вьетнам

## Публикации
Опубликовала более 200 научных работ, в том числе:
- Гурьянова Е. Ф. Равноногие дальневосточных морей // Фауна СССР. Ракообразные. — М.—Л.: Издательство АН СССР. — Т. 7, вып. 3. — 280 с. — (Новая серия № 6).
- Гурьянова Е. Ф. Морские арктические равноногие раки (Isopoda). — Л.: Издательство Академии наук СССР, 1932. — 181 с. — (Определители по фауне СССР, издаваемые Зоологическим институтом Академии наук; № 4).
- Гурьянова Е. Ф. Белое море и его фауна. — Петрозаводск: Государственной издательство Карело-Финской ССР, 1948. — 132 с.
- Гурьянова Е. Ф. Бокоплавы морей СССР и сопредельных вод. (Amphipoda - Gammaridea). — М.—Л.: Издательство Академии наук СССР, 1951. — 1032 с. — (Определители по фауне СССР, издаваемые Зоологическим институтом Академии наук; № 41).
- Гурьянова Е. Ф. Бокоплавы северной части Тихого океана (Amphipoda - Gammaridea). — М.—Л.: Издательство Академии наук СССР, 1962. — 441 с. — (Определители по фауне СССР, издаваемые Зоологическим институтом Академии наук; № 74).